# И-2
И-2 «истребитель второй» — истребитель-биплан, разработанный Дмитрием Григоровичем. Первый советский истребитель собственной конструкции в СССР. Результат отказа от производства неудачного прототипа «истребитель первый» Григоровича И-1. После глубокой модификации прототипа И-2 новый самолёт запущен в заводскую серию под индексом «истребитель Григоровича И-2 бис». Впервые взлетел 4 ноября 1924 года, пилотируемый летчиком Александром Жуковым. Строился серийно в 1926 − 1929 годах. Всего выпущено 211 машин. Состоял на вооружении строевых летных частей Военно-воздушных сил РККА.

## Истребитель И-2 прототип
Самолёт-биплан И-2 представлял собой развитие истребителя И-1, разработанного Григоровичем в рамках задания на первый советский истребитель с двигателем водяного охлаждения «Либерти» мощностью в 400 л.с.
Начало проектирования было начато весной 1924 года и шло в соревновании с Конструкторской группой авиаконструктора Николая Поликарпова, которая также проектировала и строила «истребитель Либерти — 400 л. с.» ИЛ-400.
Планер И-2 представлял собой смешанную металло-деревянную конструкцию. Носовая часть фюзеляжа — металлическая ферма, от кабины пилота до хвоста — деревянный монокок, обшитый шпоном. Крылья деревянные с фанерной обшивкой. Центральный узел крепления бипланной коробки («кабан») — из стальных труб, межкрыльевые стойки — дюралевые.
Самолёт имел деревянный винт фиксированного шага, открытую кабину летчика, неубираемое в полете шасси и хвостовой костыль.
4 ноября 1924 года состоялся первый полет летчика-испытателя А. И. Жукова на прототипе И-2. В полете была достигнута скорость 250 км/ч, проблем с охлаждением, как у самолёта И-1, стало меньше, и он был рекомендован к серийной постройке.
На истребитель И-2 предполагалось ставить стандартное вооружение: два спаренных пулемета калибра 7,62 мм «пулемет воздушный первый» ПВ-1 для поражения целей в передней полусфере.

## И-2 бис
При внедрении в серию у истребителя И-2 был выявлен ряд недостатков эксплуатационного характера — чрезвычайно узкая кабина, плохой обзор и ряд других. Для удовлетворения требований к серийному производству конструкция боевого самолёта была Дмитрием Григоровичем значительно переработана.
В результате глубокой переделки получился конструктивно новый самолёт, получивший название «истребитель И-2 бис». Под этим названием самолёт конструкции Григоровича был запущен в серийное производство в Ленинграде и Москве.
Двигатель «Либерти» в серии был заменен на его советскую копию М-5 аналогичной мощности. Ввиду низкой технологической культуры и применяемых несовершенных конструкционных материалов заводские экземпляры самолёта в сравнении с прототипом имели более низкие тактико-технические характеристики. Скорость серийных машин заводской постройки не превышала 242 км/ч у лучших экземпляров, а у большинства выпущенных заводами истребителей была около 220 км/ч.
В процессе эксплуатации в строевых летных частях Военно-воздушных сил РККА на серийных машинах возникли проблемы с охлаждением двигателя. В результате несколько экземпляров истребителей войсковыми инженерами были модернизированы: для решения проблемы охлаждения двигателя на строевую машину установлены два радиатора Ламблена между стойкам шасси. Эти улучшенные боевые самолёты получили собственное обозначение — «истребитель И-2'» или «истребитель И-2 прим».
|        | Производитель            | 1926 | 1927 | 1928 | 1929 | Всего |
| ------ | ------------------------ | ---- | ---- | ---- | ---- | ----- |
| И-2    | ГАЗ № 3/№ 23 (Ленинград) | 2    | 18   | 42   |      | 62    |
| И-2бис | ГАЗ № 1/№ 1 (Москва)     |      |      | 1    | 49   | 50    |
| И-2бис | ГАЗ № 3/№ 23 (Ленинград) |      |      |      | 28   | 28    |
| Всего  | Всего                    | 2    | 18   | 43   | 77   | 140   |

## Описание конструкции
Конструкция — деревянный одностоечный биплан без выноса в коробке крыльев.
Фюзеляж расчалочный, в передней части с фанерной обшивкой с вертикальными бортами и скругленным верхом и низом.
В серийном производстве в среднюю часть фюзеляжа была введена сварная ферма из труб с подмоторными брусьями.
Крылья — одинаковые в плане с профилем «Геттинген-436», стойки крыльев — деревянные, расчалки — профилированные 12 мм ленты.

## ТТХ
Технические характеристики
- Экипаж: 1 чел
- Длина: 7,32 м
- Размах крыла: 10,8 м
- Высота: 3 м
- Площадь крыла: 23,46 м²
- Масса снаряжённого: 1152 кг
- Максимальная взлётная масса: 1575 кг
- Силовая установка: 1 × V-образный поршневой М-5
- Мощность двигателей: 1 × 420 л.с. (1 × 313 кВт)

Лётные характеристики
- Максимальная скорость: 242 км/ч
- Практическая дальность: 600 км
- Практический потолок: 5400 м

Вооружение
- Стрелково-пушечное:  
  - 2 × 7,62 мм ПВ-1 синхронизированные пулемёты, размещенные на верхней панели капота двигателя

## Предыдущий и последующий истребители Военно-воздушных сил РККА

### Истребитель Григоровича И-1
Советский боевой самолёт-биплан «легкий истребитель первый» Григоровича И-1 «маневренный». Создан и построен в Москве Конструкторской бригадой под руководством Дмитрия Григоровича. Прототип выпущен в одном экземпляре в январе 1924 года.
Дерево-полотняный подкосный биплан оснащенный поршневым двигателем водяного охлаждения «Либерти 400 л. с.» с двухлопастным деревянным винтом неизменяемого шага, открытой кабиной пилота и неубирающимися в полете шасси.
Конструкция прототипа оказалась неудачной. На вооружение ВВС РККА самолёт-истребитель И-1 принят не был и в заводскую серию не запускался.
Авиаконструктору Дмитрию Григоровичу предложено построить новый самолёт.

### Истребитель Поликарпова И-1
Первый в СССР одноместный самолёт-моноплан собственной конструкции «легкий истребитель первый» Поликарпова И-1. Известен также под другим названием — «истребитель Либерти» ИЛ-400.
Создан и построен под руководством российского и советского авиаконструктора Николая Поликарпова в 1923 году. Планер подавался под импортный двигатель «Либерти» мощностью в 400 л. с.
Прототип «истребитель первый» Поликарпов И-1 моноплан проектировался и строился параллельно с истребителем-бипланом конструкции Дмитрия Григоровича.
Прототип Поликарпов И-1 выпущен в одном экземпляре. Дерево-полотняный моноплан, оснащенный поршневым двигателем водяного охлаждения «Либерти 400 л. с.» с двухлопастным деревянным винтом неизменяемого шага, открытой кабиной пилота и неубирающимся в полете шасси. Конструкция прототипа оказалась неудачной.
Прототип Поликарпов И-1 разбился в первом испытательном полете 15 августа 1923 года ввиду грубой ошибки в конструкции. Пилот-испытатель Константин Арцеулов остался жив.
Взамен потерянного самолёта были спроектированы и построены прототипы ИЛ-400 и ИЛ-400б.
Истребитель И-400б успешно испытан весной 1924 года и рекомендован к постройке. В серийном производстве выпущено 12 легких истребителей. Боевая машина оказалась неудачной. На вооружение Военно-воздушных сил РККА истребитель И-400б принят не был.
Авиаконструктору Николаю Поликарпову предложено построить новый самолёт.

### Истребитель И-3
Советский одномоторный боевой самолёт «легкий истребитель третий» И-3 «маневренный» конструкции российского советского авиаконструктора Николая Поликарпова.
Одноместный подкосный полутораплан с открытой кабиной пилота и неубирающимся в полете шасси 1928 года выпуска.
На вооружении Военно-воздушных сил РККА с 1928 по 1931 год. В серии построено 399 машин. В эксплуатации находился более семи лет до конца 1934 года.

## Использовавшие страны
- СССР
- Персия[1]